# کندور (کوه)
کوندور (به اسپانیایی: Condor) یک کوه در پرو است. کوندور ۵٬۲۰۰ متر بالاتر از سطح دریا واقع شده‌است.